# Dina Bousselham
Dina Bousselham (Tânger, 27 de julho de 1990) é uma conselheira e cientista política marroquina afiliada ao partido político espanhol Podemos, além de diretora do jornal online La Última Hora!. Como estudante de ciência política na Universidade Complutense de Madrid, teve aulas com Pablo Iglesias Turrión, que foi seu professor. Quando Iglesias fundou o Podemos em 2014 e venceu a eleição como membro do Parlamento Europeu, ele escolheu Bousselham como chefe de seu gabinete de assessores. Bousselham foi, posteriormente, nomeada gerente do aparato do partido Podemos em Madri e foi escolhida em uma eleição primária como candidata do Podemos para o conselho regional de cidadãos em 2019. No entanto, depois que seu pedido de cidadania espanhola foi negado, ela não pôde concorrer às eleições gerais. Em 2020, deixou o Podemos para chefiar o serviço de notícias digitais La Última Hora!.

## Primeiros anos e educação
Bousselham nasceu em 1990 em Tânger, e estudou no Instituto Español Severo Ochoa. Em 2008, aos 18 anos de idade, mudou-se para Madri com intuito de estudar e jogar futebol. Ela frequentou a Universidade Complutense de Madrid, onde estudou ciência política. Ao mesmo tempo, jogou futebol competitivamente no CF Pozuelo e no clube Santa Maria Caridad. Ela parou de jogar futebol competitivo em 2010 para se concentrar em seus estudos. Um de seus professores de política na Universidade Complutense foi Pablo Iglesias Turrión. Bousselham também participou do Programa Erasmus na Universidade de Sorbonne Nouvelle Paris 3. Após graduar-se em ciência política pela Universidade Complutense, Bousselham, concluiu o mestrado no Instituto de Estudos Avançados de Paris na América Latina. Posteriormente, retornou para Madri e concluiu um diploma em relações internacionais, centrado na prevenção de conflitos internacionais e na cooperação e segurança na região mediterrânica.

## Carreira
Quando Pablo Iglesias Turrión fundou o partido político espanhol Podemos em 2014, ele selecionou Bousselham como assistente de destaque para trabalhar com ele no Parlamento Europeu. Ela se tornou a chefe de seu gabinete de assessores no Parlamento Europeu. Enquanto ela era uma assistente proeminente de Pablo Iglesias, um telefone celular que continha informações confidenciais do partido foi roubado dela. Posteriormente, o comissário de polícia José Manuel Villarejo, esteve potencialmente envolvido na posse de cópias das informações que estavam no cartão de memória do telefone, o que levou a um processo judicial que investiga a possibilidade de o roubo ter motivação política. Durante a investigação, descobriu-se que o jornalista Antonio Asensio havia dado a Iglesias o cartão do celular roubado e que ele o possuía há um ano e meio sem avisar Bousselham.
Em 2016, Bousselham foi membro da lista de candidatura de Ramón Espinar Merino nas primárias internas do Podemos Madrid e foi eleita membro do Conselho Regional de Cidadãos. Em 2018, ela se candidatou à cidadania espanhola, o que é um pré-requisito necessário para se candidatar às eleições regionais. Depois que Espinar renunciou ao cargo de secretário-geral do Madrid Podemos, Bousselham foi membro da direção indicada pela liderança do partido estadual para administrar a organização partidária. No entanto, Bousselham não recebeu a cidadania espanhola após seu pedido em 2018 e não conseguiu aparecer na lista do partido nas eleições gerais espanholas de novembro de 2019.
Em maio de 2020, Bousselham deixou o Podemos para chefiar a fonte de notícias online de esquerda La Última Hora!. Este serviço de notícias digitais se anuncia como independente de partidos políticos, mas não politicamente neutro, e mantém vínculos informais com o Podemos.